# شورش فدائیان فلسطین
شورش فدائیان فلسطین (انگلیسی: Palestinian Fedayeen insurgency) یک درگیری مسلحانه فرامرزی و بخشی از درگیری فلسطین و اسرائیل و نیز درگیری اسرائیل و اعراب بود که بین سال‌های ۱۹۴۹ تا ۱۹۵۶ به اوج خود رسید و شامل اسرائیل و شبه‌نظامیان فلسطینی اتفاق افتاد که عمدتاً در نوار غزه مستقر بودند و تحت کنترل اسمی «سرزمین تحت‌الحمایه سراسری فلسطین» - یک دولت وابسته فلسطینی به مصر که در اکتبر ۱۹۴۸ اعلام موجودیت کرد - قرار داشتند و به نقطه کانونی فعالیت فداییان فلسطینی تبدیل شدند. صدها نفر در جریان این درگیری کشته شدند که پس از بحران سوئز در سال ۱۹۵۶ کاهش یافت.
فدائیان که از میان پناهندگان فلسطینی که در نتیجه جنگ اعراب و اسرائیل در سال ۱۹۴۸ از روستاهای خود گریخته یا اخراج شده بودند، ظهور کردند، در اواسط دهه ۱۹۵۰ شروع به انجام عملیات فرامرزی به داخل اسرائیل از سوریه، مصر و اردن کردند. اولین نفوذها اغلب به منظور دسترسی به زمین‌ها و محصولات کشاورزی که فلسطینیان در نتیجه جنگ از دست داده بودند، انجام می‌شد و بعداً به حملات به اهداف نظامی و غیرنظامی اسرائیل تغییر یافت. حملات فداییان به مرزهای غزه و سینا با اسرائیل معطوف شد و در نتیجه اسرائیل اقدامات تلافی‌جویانه‌ای را انجام داد و فداییان را هدف قرار داد که اغلب شهروندان کشورهای میزبان خود را نیز هدف قرار می‌دادند و این به نوبه خود باعث حملات بیشتر می‌شد.